# Mead, Nebraska
Mead är en ort (village) i Saunders County i Nebraska. Vid 2010 års folkräkning hade Mead 569 invånare.